# Miami Heat
Miami Heat je američka profesionalna košarkaška momčad iz Miamija, Floride. Momčad u National Basketball Associationu pripada jugoistočnoj diviziji u istočnoj konferenciji. Svoje domaće utakmice igraju u American Airlines Areni u Downtown Miamiju. Vlasnik momčadi je Micky Arison. Trener je Erik Spoelstra, te generalni upravitelj Pat Riley. Maskota momčadi je Burnie, antropomorfno vatrena kugla.
Momčad je nastala 1988. godine kao proširenje franšize. Zajedno s Orlando Magicom u National Basketball Associationu predstavlja saveznu državu Floridu. Od ulaska u ligu, momčad Heata je ušla u doigravanje 16 od 24 puta, osvojivši jedanaest divizijskih naslova, pet konferencijska naslova i tri ligaška naslova. Godine 2006. pobijedili su Dallas Maverickse 4–2, 2012. godine Oklahomu City Thunder s 4–1, a 2013. su pobijedili San Antonio Spurse 4–3. Prema časopisu Forbes, godine 2010. vrijednost momčadi bila je oko 425 milijuna dolara.

## Dvorane
- Miami Arena (1988. – 1999.)
- American Airlines Arena (2000. - danas)

## Igrači

### Bivši igrači
- Jamal Mashburn (1997. – 2000.) — Mashburn je bio ključni igrač Heata zbog četiri za redom osvojena naslova divizije.
- Alonzo Mourning (1995. – 2001., 2004. – 2008.) — Mourning drži nekoliko rekorda franšize, skokovi (4807) i blokade (1625). Njegovih 9459 poena bila su rekord franšize sve dok ih nije prešao Dwyane Wade, 14. ožujka 2009. godine. Mourning je pet puta izabran za All-Star utakmicu, te je dva puta osvojio nagradu NBA Obrambeni igrač godine (1999., 2000.).
- Shaquille O'Neal (2004. – 2008.) — O'Neal je bio ključan igrač koji je 2005. godine momčad doveo do finala konferencije, te 2006. godine osvojio finale protiv Dallas Mavericksa.
- Glen Rice (1989. – 1995.) — Rice je u svojoj prvoj sezoni imao prosjek od 13.6 poena po utakmici, te je sljedećih pet sezona u Heatu imao prosjek od 20 poena. Rice je dva puta momčad odveo u doigravanje. Rice je prodan Charlotte Hornetsima u zamjenu za Alonza Mourninga.
- Rony Seikaly (1988. – 1994.) — Seikaly je izabran kao deveti izbor na draftu. Postavio je mnoge rekorde za momčad. Godine 1990. dobio je nagradu za igrača koji je najviše napredovao, a to je ujedno i prva nagrada koju je momčad osvojila.
- Tim Hardaway (1996. – 2001.) — Hardaway je odveo momčad u jedne od najboljih sezona, te je njihov treći vodeći čovjek u izvođenju trica (806). Njegov dres je umirovljen 28. listopada 2009. godine u American Airlines Areni.

### Košarkaška Kuća slavnih
- Pat Riley (trener) (2008.)